# Premi Unión de Actores al millor actor de repartiment de cinema
El Premi al millor actor de repartiment en la seva secció de cinema lliurat per la Unión de Actores y Actrices reconeix la millor interpretació d'un actor de repartiment dins d'una pel·lícula. Es ve lliurant des de 2002, ja que entre 1991 i 2001 es va lliurar un únic premi al millor interpretació de repartiment, sense distingir entre masculina i femenina.

## Dècada de 2000
| Guanyador | Candidats                                             | |
| 2002      | 2002                                                  | 2002 |
| --------- | ----------------------------------------------------- | --- |
|           | Joaquín Climent per Rico a Los lunes al sol           | - Eduardo Gómez per Ahorcado a 800 balas - Secun de la Rosa per Carlos a El otro lado de la cama              |
| 2003      |                                                       | |
|           | Secun de la Rosa per Gonzalo a Días de fútbol         | - Rubén Ochandiano per Manu a La flaqueza del bolchevique - Miguel Foronda per Doctor Gallego a Planta 4ª     |
| 2004      |                                                       | |
|           | Javier Cámara per Benigno Martín a La mala educación  | - Joan Dalmau por Joaquín en Mar adentro - Santiago Ramos per Pantxo a El Lobo                                |
| 2005      |                                                       | |
|           | Luis Callejo per Manuel a Princesas                   | - Javier Cámara per Simon a La vida secreta de les paraules - Fernando Guillén per Lucas a Otros días vendrán |
| 2006      |                                                       | |
|           | Manuel Morón per Vendedor a La noche de los girasoles | - Roberto Enríquez per Paolo Orsini a Los Borgia - Javier Cámara per Comte duc d'Olivares a Alatriste         |
| 2007      |                                                       | |
|           | José Manuel Cervino per Jacinto a Las 13 rosas        | - Antonio de la Torre per Sergio a Mataharis - Enrique Villén per Longinos a Luz de domingo                   |
| 2008      |                                                       | |
|           | José Ángel Egido per José a Los girasoles ciegos      | - Pepe Ocio per Don Miguel Ángel a Camino - Luis Varela per Jaime a Fuera de carta                            |
| 2009      |                                                       | |
|           | Fernando Albizu per Andrés a Gordos                   | - Juan Jesús Valverde per Tío Braulio a El libro de las aguas - Luis Zahera per Releches a Celda 211          |

## Dècada de 2010
| Guanyador | Candidats                                                  | |
| 2010      | 2010                                                       | 2010 |
| --------- | ---------------------------------------------------------- | --- |
|           | Antonio de la Torre (1) per Juan a Lope                    | - Sancho Gracia per Atanasio a Entrelobos - Juan Diego per Jerónimo a Lope                                         |
| 2011      |                                                            | |
|           | Antonio de la Torre (2) per Bachi a Primos                 | - Ginés García Millán per Adolfo Suárez a 23-F: la pel·lícula - Víctor Clavijo per Estrada a Silencio en la nieve  |
| 2012      |                                                            | |
|           | Alfonso Sánchez per Amador a Grupo 7                       | - Pere Ponce per Genaro a Blancaneu - Ramón Barea per Don Martín a Blancaneu                                       |
| 2013      |                                                            | |
|           | Daniel Muriel per Suplente 1 a Diamantes negros            | - Jose Luis García Pérez per Toni a A puerta fría - Miguel Ángel Silvestre per Luis a Alacrán enamorado            |
| 2014      |                                                            | |
|           | Manolo Solo (1) per Periodista d' El Caso a La isla mínima | - Sergi López i Ayats per Deulofeu a Dos a la carta - Antonio de la Torre per Rodrigo a La isla mínima             |
| 2015      |                                                            | |
|           | Manolo Solo (2) per Pablo Ruz a B, la pel·lícula           | - José Sacristán per Sr. Valoquia a Vulcania - Fernando Cayo per Espinosa a El desconocido                         |
| 2016      |                                                            | |
|           | Manolo Solo (3) per Triana a Tarde para la ira             | - Luis Callejo per Domingo a Cien años de perdón - Ricardo Gómez per Soldado José a 1898, los últimos de Filipinas |
| 2017      |                                                            | |
|           | Jorge Usón per Alcalde nacional en Incerta glòria          | - Juan Diego por Manuel Requena en Oro - Secun de la Rosa por Carlos en La llamada                                 |
| 2018      |                                                            | |
|           | Luis Bermejo per Manolo a Tu hijo                          | - Carlos Bardem per Pedro a Alegría, tristeza - Oriol Pla per Pau a Petra                                          |